# Madden NFL 25
Madden NFL 25 è un videogioco di football americano, sviluppato da EA Tiburon e pubblicato da EA Sports nel 2013. Il gioco celebra i 25 anni dalla pubblicazione del primo videogioco della serie Madden NFL. La copertina rappresenta il running back dei Detroit Lions Barry Sanders.

## Nuove funzionalità
Rispetto al gioco precedente, Madden NFL 25 possiede 30 nuove mosse ed un modificatore di precisione che consente di fare combo. Alcune mosse sono state riprogettate.

## Trailer
Il trailer ufficiale è stato pubblicato il 10 giugno 2013